# ペキニエ
ペキニエ（英称:Pequignet）は、フランス・ドゥー県モルトーに拠点を置く高級時計メーカーである。1973年にエミール・ペキニェ（Emile Pequignet）によって設立された。日本の輸入代理店はカリブルヴァンテアン。かつては「ペキネ」と表記されていた。
2004年にゼニス出身のディディエ・レイブングッド（Didier Leibundgut）がCEOに就任すると、スイスに押されて衰退していたフランスの時計産業復活を目指し、「フレンチ・マニュファクチュール」を掲げて自社製ムーブメントの開発を進める。2009年に「カリブルロワイヤル」を完成させるが、過剰投資に加えてリーマンショックの影響から財政難に陥り、2012年から同社は、Philippe SpruchとLaurent Katzの2人の起業家により立て直しを図った。フランスの時計産業復活に賭けたペキニエの姿勢はフランス政府からも評価され、無形文化財企業として融資も受けた。しかし、中国政府の関税強化によりインバウンドの売り上げが低下して2016年に再び危機に陥り、ブザンソンの商事裁判所から猶予を得て研究開発部門の長だったダニ・ロワイエ（Dani ROYER）がCEOに就任した。2021年にフランスのファンドENOWE Excellenceに買収され、同ファンドを率いるウーグ・スーパリス（Hugues Souparis）がオーナー兼CEOに就任（これに伴いロワイエはブランド運営統括取締役に就任）。設立50周年となる2023年からロゴの変更（字体の変更と共に、これまで用いてきたフルール・ド・リスを廃止）、コレクションの改変を行った。同年からウォッチズ&ワンダーズに初参加。
現在は自社ムーブメント「カリブルロワイヤル」、「リューロワイヤル」、「カリブルイニシャル」を搭載した「マニュファクチュール・コレクション」を軸に据える一方、馬の調教師でもあった創業者が考案した、馬具のハーネスをモデルとした「アテラージュ」などを展開している。